# 검은나무쌀쥐
검은나무쌀쥐(Oecomys phaeotis)는 비단털쥐과 나무쌀쥐속에 속하는 설치류이다. 해발 1,500~2,000m 고도의 페루 안데스산맥의 동부 경사면에서 발견된다.